# Halk Bankası Spor Kulübü 2013-2014 (pallavolo femminile)
Questa voce raccoglie le informazioni riguardanti l'Halk Bankası Spor Kulübü nella stagione 2013-2014.

## Organigramma societario
Area direttiva
- Presidente: Selahattin Süleymanoğlu

Area tecnica
- Allenatore: Cengiz Akarçeşme
- Secondo allenatore: Haktan Balin

## Rosa
| N° | Nome               | Ruolo | Data di nascita  | Nazionalità sportiva |
| -- | ------------------ | ----- | ---------------- | -------------------- |
| 1  | Duygu Çetav        | P     | 7 giugno 1988    | Turchia              |
| 2  | Ceyda Durukan      | C     | 8 aprile 1994    | Turchia              |
| 4  | Laura Dijkema      | P     | 18 aprile 1990   | Paesi Bassi          |
| 5  | Daimí Ramírez      | S     | 8 ottobre 1983   | Cuba                 |
| 6  | Cemre Erol         | S     | 18 maggio 1992   | Turchia              |
| 7  | Melike Toprak      | C     | 7 gennaio 1991   | Turchia              |
| 8  | Merve Aktaş        | S     | 10 gennaio 1996  | Turchia              |
| 10 | Aslı Köprülü       | C     | 28 marzo 1986    | Turchia              |
| 11 | Desislava Nikolova | S     | 21 dicembre 1991 | Bulgaria             |
| 12 | Neşve Büyükbayram  | C     | 1º gennaio 1990  | Turchia              |
| 13 | Meryem Boz         | O     | 3 febbraio 1988  | Turchia              |
| 14 | Ceren Cihan        | L     | 3 febbraio 1991  | Turchia              |
| 16 | Hande Şimşek       | C     | 4 luglio 1995    | Turchia              |
| 18 | Ceyda Kaya         | L     | 22 giugno 1994   | Turchia              |

## Statistiche

### Statistiche di squadra
| Competizione     | Punti | In casa | In casa | In casa | In trasferta | In trasferta | In trasferta | Totale | Totale | Totale |
| Competizione     | Punti | G       | V       | P       | G            | V            | P            | G      | V      | P      |
| ---------------- | ----- | ------- | ------- | ------- | ------------ | ------------ | ------------ | ------ | ------ | ------ |
| Voleybol 1. Ligi | 22,3  | 11      | 5       | 6       | 11           | 2            | 9            | 28     | 8      | 20     |
| Totale           | -     | 11      | 5       | 6       | 11           | 1            | 10           | 28     | 8      | 20     |

G = partite giocate; V = partite vinte; P = partite perse

### Statistiche dei giocatori
| Giocatore      | Voleybol 1. Ligi | Voleybol 1. Ligi | Voleybol 1. Ligi | Voleybol 1. Ligi | Voleybol 1. Ligi | Totale | Totale | Totale | Totale | Totale |
| Giocatore      | P                | PT               | AV               | MV               | BV               | P      | PT     | AV     | MV     | BV     |
| -------------- | ---------------- | ---------------- | ---------------- | ---------------- | ---------------- | ------ | ------ | ------ | ------ | ------ |
| M. Aktaş       | 19               | 23               | 13               | 5                | 5                | 19     | 23     | 13     | 5      | 5      |
| M. Boz         | 27               | 314              | 268              | 24               | 22               | 27     | 314    | 268    | 24     | 22     |
| N. Büyükbayram | 9                | 31               | 17               | 11               | 3                | 9      | 31     | 17     | 11     | 3      |
| D. Çetav       | 26               | 4                | 1                | 2                | 1                | 26     | 4      | 1      | 2      | 1      |
| C. Cihan       | 28               | 1                | 0                | 0                | 0                | 28     | 1      | 0      | 0      | 0      |
| L. Dijkema     | 28               | 79               | 49               | 13               | 17               | 28     | 79     | 49     | 13     | 17     |
| C. Durukan     | 28               | 237              | 156              | 58               | 23               | 28     | 237    | 156    | 58     | 23     |
| C. Erol        | 20               | 49               | 39               | 10               | 0                | 20     | 49     | 39     | 10     | 0      |
| C. Kaya        | 7                | 0                | 0                | 0                | 0                | 7      | 0      | 0      | 0      | 0      |
| A. Köprülü     | 23               | 220              | 172              | 37               | 11               | 23     | 220    | 172    | 37     | 11     |
| D. Nikolova    | 28               | 224              | 188              | 10               | 26               | 28     | 224    | 188    | 10     | 26     |
| D. Ramírez     | 14               | 272              | 327              | 26               | 9                | 14     | 272    | 327    | 26     | 9      |
| H. Şimşek      | 28               | 141              | 73               | 41               | 27               | 28     | 141    | 73     | 41     | 27     |
| M. Toprak      | 9                | 12               | 3                | 7                | 2                | 9      | 12     | 3      | 7      | 2      |

P = presenze; PT = punti totali; AV = attacchi vincenti; MV = muri vincenti; BV = battute vincenti